# Церковь Святой Великомученицы Варвары (Грушевская)
Церковь Святой Великомученицы Варвары ― православный храм в станице Грушевская, Аксайский район, Ростовская область. Относится к Ростовской и Новочеркасской епархии. Построена в 1884 году.

## История
Впервые в станице Грушевской церковь во имя Святой Варвары была построена ещё в 1781 году. Эта церковь была деревянной, прямо к её зданию примыкала колокольня. В 1830 году она была обновлена и переведена на каменный фундамент. Второй крупный ремонт был проведён почти через 30 лет после этого, в 1859 году. Тем не менее 1 августа 1876 года обновлённая церковь сгорает дотла по неустановленным причинам.
В следующем, 1877 году, на месте сгоревшей церкви местные жители строят молитвенный дом, а также обращаются к донскому митрополиту с просьбой о строительстве каменного храма.
Когда именно была начата постройка каменной церкви ― неизвестно. Предполагается, что строительные работы заняли 5-6 лет и были завершены в 1884 году: 21 октября храм был освящён благочинным Антонием Манохиным.
В первые годы после установления советской власти станичники старались оберегать церковь, и в ней продолжались проводиться богослужения. Тем не менее в 1930-х годах властям всё же удалось закрыт храм, но ненадолго: уже в 1943 году, во время немецкой оккупации, он был открыт вновь. В это же время алтарная часть храма была повреждена осколками авиабомбы. В 1975 году станичникам удалось привести облик церкви в первоначальный вид.
В 1960-х годах приезжими был сорван крест с купола, но местные жители прогнали злоумышленников.
В 1980-х годах церковь была отремонтирована.
На данный момент в приходе действует воскресная школа, работает церковная библиотека. Налажено взаимодействие с образовательными учреждениями, администрацией Грушевского поселения.

## Внешний и внутренний вид
Здание храма имеет крестообразную форму. Имеет два придела ― во имя Святой Великомученицы Варвары и во имя Георгия Победоносца. По периметру фасада стены украшены декоративными карнизами. Центральный купол четырёхгранный, со скошенными рёбрами и имеет по четыре окна на каждой стороне. Колокольня квадратная, увенчана барабаном и луковицей над ним.
Внутри имеется множество икон, как написанных недавно, так и реставрированных.

## Служители
- 1884 ― ? ― протоиерей Мефодий Попов
- 1943 ― 1968 год ― Борис ?
- 1968 ― 1978 год — священник Константин Сасовский
- 1978 ― 1981 год — протоиерей Митрофаний
- 1982 ― 1983 год — иерей Валерий Турищев
- 1983 ― 1985 год — протоиерей Валентин Ермилов
- 1986 ― 1989 год — иерей Николай Нетребский
- 1989 ― 1998 год — протоиерей Сергий Ермилов
- 1998 ― 2001 год — иерей Андрей Немыкин
- 2001 ― 2004 год — иерей Дмитрий Соболевский
- 2004 ― 2015 год — протоиерей Павел Святенюк
- 2015 ― 2022 год — иерей Владимир Чечановский[2]
- 29 апреля 2022 ― 2024 ― иеромонах Викентий (Свистунов)
- 8 апреля 2024 - по н.в. - иеромонах Климент (Крючков)